# 象牙芽細胞

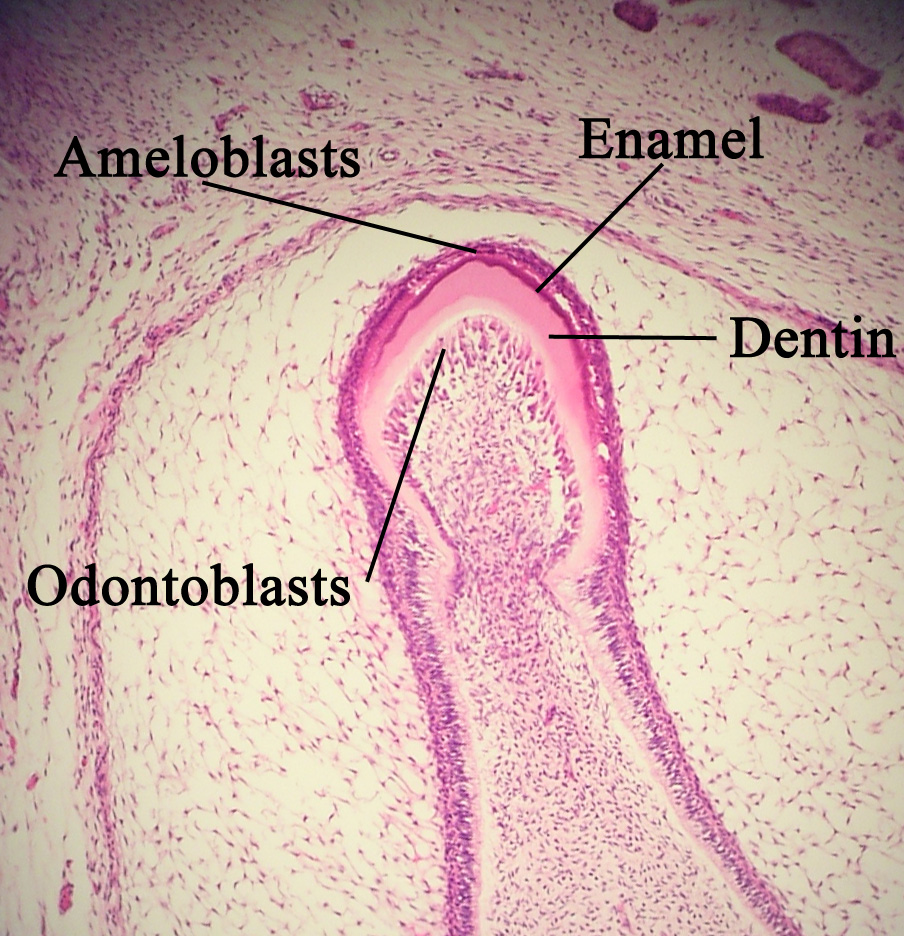
象牙芽細胞 (odontoblasts) による象牙質の形成

象牙芽細胞（ぞうげがさいぼう）は、歯髄の最外層にある細胞。炎症などにより死亡しない限り、象牙質の形成を続ける。
歯乳頭最外層の細胞が、隣接する内エナメル上皮の細胞がエナメル芽細胞へと分化する刺激を受け、象牙芽細胞へと分化し、象牙質の形成を始める。象牙質は形成の時期により、外套象牙質、原生象牙質、第二象牙質、第三象牙質に分かれる。第二象牙質に象牙芽細胞に封入されている場合、その部分が齲蝕の進行を助長する場合がある。